# Aerovías DAP
Pour les articles homonymes, voir DAP.
Aerivias DAP (Las Aerolineas de la Patagonia) (code AITA : V5 ; code OACI : DAP) est une compagnie aérienne basée à Punta Arenas au Chili. Elle effectue des vols réguliers et des vols charters en Patagonie et en Antarctique. Elle propose notamment ses services aux compagnies pétrolières, comme l'Empresa Nacional del Petroleo (ENAP), pour leurs sites bien présents au nord de la Terre de Feu. 
La flotte composée d'avions et d'hélicoptères (par sa filiale DAP Helicopteros) est basée à l'Aéroport international Presidente Carlos Ibáñez del Campo de Punta Arenas.

## Histoire
La compagnie a été créée en 1979 et appartient à la famille Pivcenic. Le nom « DAP » est l'acronyme de Domingo Andrés Pivcenic, fondateur et homme d'affaires à Punta Arenas. Les premières liaisons réalisées furent entre Punta Arenas, Porvenir, Puerto Natales et Coyhaique par un Twin Otter en 1979. Et le premier vol pour l'antarctique eut lieu le 12 février 1989 où est utilisé un Twin Otter, un King Air 100 et depuis 2003 un DHC-7 loué en collaboration avec la compagnie canadienne Voyageur Airways.

## Destinations

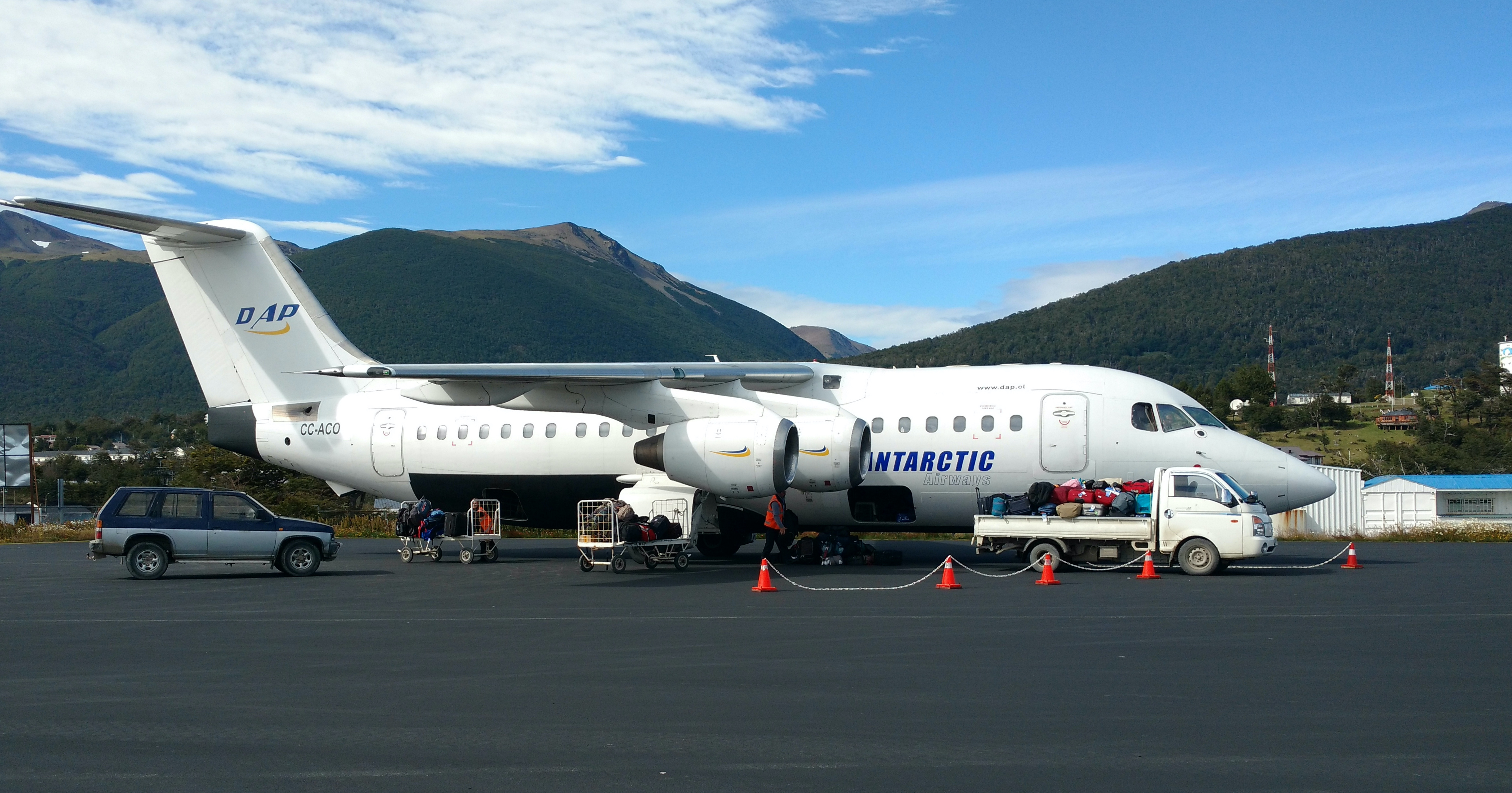
Aerovías DAP à Puerto Williams, 2016

### Vols réguliers
Depuis juillet 2008, la compagnie propose un vol régulier entre Punta Arenas et Porvenir et un autre entre Punta Arenas et Puerto Williams. 

### Vols charters
Aerovías DAP réalise des vols charters vers la Patagonie, plus particulièrement la Terre de Feu et vers l'Antarctique.

## Flotte

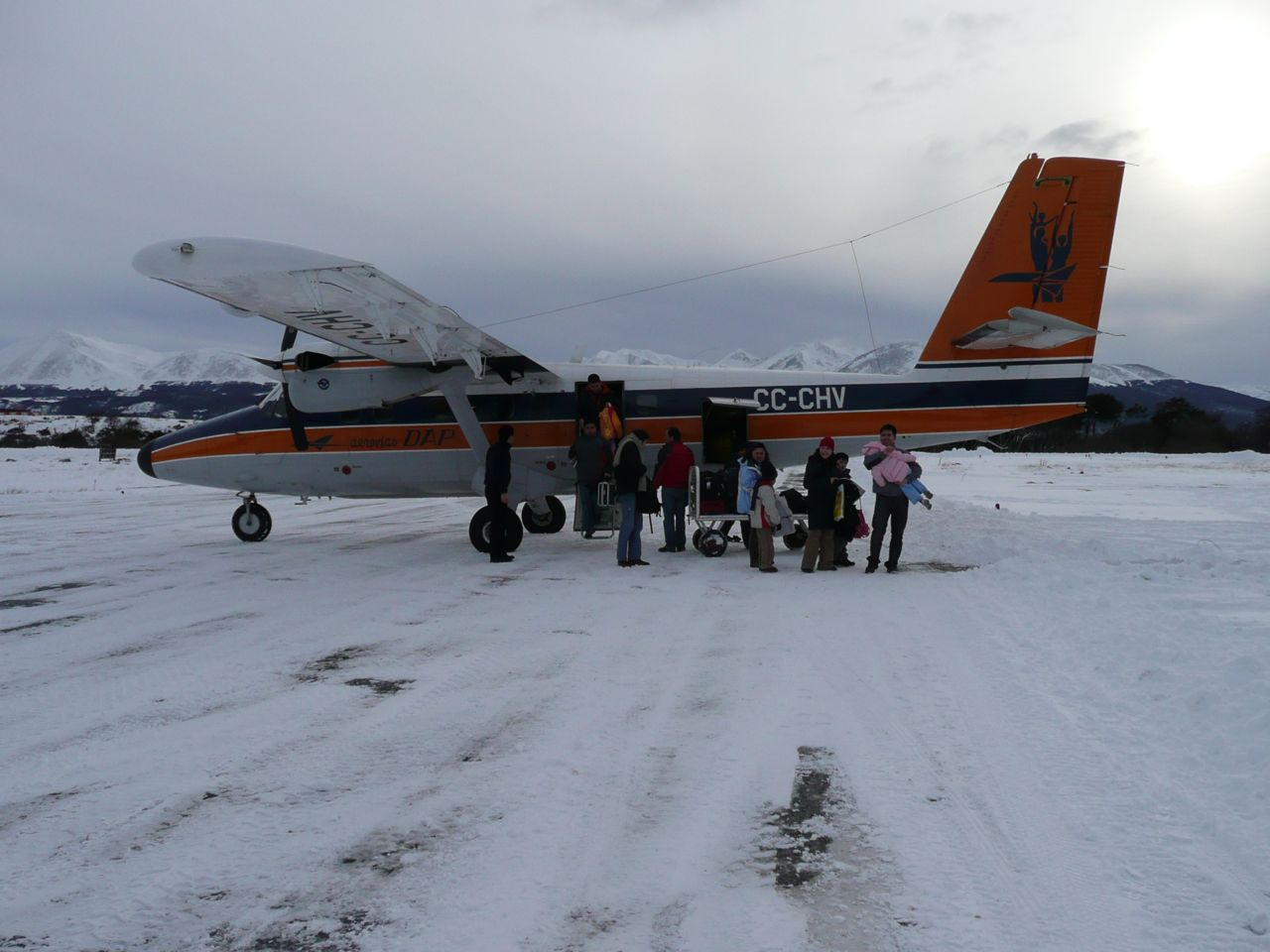
Un Twin Otter de la compagnie à l'aéroport de Puerto Williams.

Aerovias DAP possède la flotte en mars 2016 :
- Avions :
  - 4 BAe 146
  - 3 Boeing 737-200

- Hélicoptères :
  - 4 Eurocopter AS-355 Écureuil F TwinStar
  - 5 Eurocopter Bo105 S
  - 1 Eurocopter EC-135 T1